# Clifford Will
Clifford Martin Will (* 1946 Hamilton) je kanadský matematický fyzik, známý díky příspěvkům k obecné teorii relativity.

## Život a kariéra
Narodil se v Hamiltonu v Kanadě. V roce 1968 získal bakalářský titul z McMaster University. Na Kalifornském technickém institutu studoval pod vedením Kipa Thornea a zde v roce 1971 získal doktorát. Vyučoval na Chicagské univerzitě a Stanfordově univerzitě a v roce 1981 začal pracovat na Washington University v St. Louis. V roce 2012 získal profesorské místo na University of Florida.
Willova teoretická práce je zaměřena na post-Newtonovské expanze přibližných řešení Einsteinových polních rovnic, notoricky obtížné oblasti, která tvoří teoretické základy nezbytné pro takové úspěchy jako je nepřímé pozorování gravitačních vln z binárních pulsarů Russelem Hulsem a Josephem Taylorem v roce 1974.
Willova kniha zkoumající experimentální testy obecné teorie relativity je široce považována za základní zdroj výzkumu v této oblasti. Jeho populární kniha na stejné téma byla uveden magazínem New York Times jako jedna z 200 nejlepších knih publikovaných v roce 1986.
Will získal Guggenheimovo stipendium pro akademický rok 1996–1997. V roce 2007 byl zvolen do Národní akademie věd.
Je rovněž editorem IOP Publishing časopisu Classical and Quantum Gravity.

## Bibliografické informace
Podle NASA ADS databáze je jeho h-index 36.